# Ted Nasmith
Ted Nasmith (Goderich, Ontario, 1956) es un ilustrador y diseñador arquitectónico canadiense, conocido principalmente por sus ilustraciones para las novelas El hobbit, El Señor de los Anillos y El Silmarillion, de J. R. R. Tolkien.
Desde pequeño dibujó por afición, pero al entrar en el instituto se inscribió en un programa de arte comercial. Fue tres años después cuando leyó El Señor de los Anillos por recomendación de su hermana y desde entonces centró su atención en él. Entre sus influencias a la hora de ilustrar las obras de Tolkien Nasmith ha reconocido a los autores románticos de los siglos XIX y XX, películas cinematográficas o archivos pictóricos de las bibliotecas públicas.